# Thomisus pathaki
Thomisus pathaki är en spindelart som beskrevs av Gajbe 2004. Thomisus pathaki ingår i släktet Thomisus och familjen krabbspindlar. Inga underarter finns listade i Catalogue of Life.